# Hvězdné věky
Hvězdné věky jsou věky před východem Slunce v historii Ardy, fiktivního světa J. R. R. Tolkiena. Jako takové trvaly asi 48 000 let, tedy násobně více než následné věky Slunce.

## Stvoření Ardy a příchod Valar
Krátce po stvoření světa Eru Ilúvatarem postupně sestoupilo do Ardy čtrnáct z Valar, mezi kterými byli nejmocnější Melkor, Manwë, Varda, Ulmo, Aulë, Yavanna, Mandos, Nienna a Oromë. Začali velké práce, v nichž stvořili zemi, jakmile ji ale skoro dokončili, snažil si ji Melkor vymínit jen pro sebe. Tak začala jeho válka proti zbytku Valar. Kromě Valar do Ardy přišli i jiní duchové, hlavně mnoho Maiar, lidu Valar, stejného řádu jako Valar, ale nižšího stupně. Většina z nich zůstala u Valar, ale někteří hned přešli k Melkorovi. Třebaže byl Melkor mocnější, byl Ilúvatarovi vždy bližší jeho bratr Manwë, to on byl určen, aby vládl Ardě a všem, co v ní kdy přebývalo. S Manwëm žije Varda, Paní hvězd, nejvíce milovaná elfy. V její tváři se zrcadlí Ilúvatarovo světlo a jí se Melkor ze všech v Ardě bál nejvíce a také ji nenáviděl, protože ho odmítla již dávno před Velkou hudbou.
Později (okolo 1500 po příchodu prvních Valar) do Ardy vstoupil Tulkas, největší v síle ze všech Valar, a Melkor, který měl do té doby dlouho na vrch, uprchl do vnější temnoty.

## Roky lamp

Arda ve Věku lamp

Yavanna z Valar vysadila semena po celé Ardě a Aulë vyrobil dvě obří lampy, Illuin a Ormal, aby osvětlovaly celou Ardu (okolo 1900). Po jejich dokončení se Valar usídlili na Almarenu. Nastalo „Jaro Ardy“.
Během svatby Tulkase s Nessou (3400) se Melkor vrátil na sever Středozemě, vybudoval pevnost Utumno a zničil lampy (3450). Jaro Ardy bylo zkaženo, její symetrický tvar navždy zničen pádem lamp a Almaren zanikl. Valar odešli do Amanu a vybudovali tam střeženou říši Valinor.

## Roky stromů

Arda ve Věku stromů

Ve Valinoru nechala Yavanna procitnout své největší dílo, Dva valinorské stromy, Telperion a Laurelin, které pak po víc než čtrnáct tisíc let osvětlovaly celou Ardu (3500). Začali Dny blaženosti a počítání času.
Aulë z Valar, který se nemohl dočkat příchodu Ilúvatarových dětí, stvořil sedm otců trpaslíků a Ilúvatar jim vdechl život, museli však spát pod zemí, aby nepředešli předpovězené Prvorozené (elfy).
Melkor postavil svou západní pevnost Angband na obranu proti útoku Valar, velitelem byl jeho pobočník Sauron, jenž býval jedním z Aulëho Maiar.

## Příchod elfů
Varda, družka Manwëho, Velekrále Ardy, v té době vytvořila nové jasné hvězdy, své největší dílo, na uvítání Prvorozených. Vzlétli také první orlové Pánů západu (Valar). Současně procitli elfové, Ilúvatarovy Prvorození, u vod Cuiviénenu daleko na východě. Ti probudili pastýře stromů, enty. Melkor, jak se věří, pochytal několik elfů a časem z nich vypěstoval skřety.
Při jednom z lovů melkorových nestvůr Oromë z Valar náhodně objevil elfy. Podal o tom zprávu ve Valinoru a Valar se poté radili, co udělat dál. Aby elfům zajistili mír, rozhodli se zničit Temného pána, začala Válka Mocností. Valar pohřbili Angband, ale neprozkoumali ho důkladně, a tak Sauron, angbandský velitel, unikl jejich pozornosti a zůstal skryt. Utumno bylo úplně zničeno, Melkor poražen Tulkasem, zajat a na tři věky, což bylo asi 300 let, vězněn v řetězech, které ukoval Aulë. Melkor nikdy nezapomněl, že tato válka byla svedena pro ochranu elfů.
Valar pozvali elfy do Valinoru. Největší z Prvorozených Ingwë, Finwë a Elwë vedli na západ své tři čeledi elfů: zlatovlasé Vanyar, dovedné Noldor a přírodu nejvíc milující Teleri. Hodně elfů však zůstalo u Cuiviénenu, ti se nazývají Avari, neochotní.
Část Teleri, nejpočetnější ze tří elfích čeledí, se během Velké pouti před Mlžnými horami oddělila od zbytku a šla na jih s Lenwëm. Když Teleri došli do Beleriandu, Elu (Elwë) Thingol potkal v lese Nan Elmoth Melian, Maiu, ta na sebe vzala elfské tělo a stala se jeho ženou.
Dvě celé čeledi elfů, Vanyar a Noldor, byli převezeni Ulmem a jeho vazaly přes moře z Beleriandu, krásných západních zemí Středozemě, do blaženého Amanu k Valar a jiným Ainur. Vybudovali velké město Tirion, kde stojí Bílý strom, zmenšený obraz Telperionu, který pro elfy stvořila Yavanna.
Část Teleri zůstala pod vládou Elu Thingola v Beleriandu, jiná, vedená jeho bratrem Olwëm, nechtěla čekat, až se Elwë najde, a tak přišli do Amanu a usadili se na ostrově Tol Eressëa. Později začali stavět lodě a přesídlili do Alqualondë v Amanu. Podle těch, co tam žili, se Amanu a Eressëi říkalo Země neumírajících.

## Poledne Blažené říše
Tak začalo dlouhé Poledne Blažené říše, kdy byly všechny čeledi elfů shromážděny ve Valinoru. V té době Rúmil Tirionský vytvořil první písmena. Narodil se také Fëanor, syn Finwëho, Velekrále Noldor, a Míriel, která po porodu unavena odešla do síní Madosu, neboť do Fëanora přešla síla, která by uživila mnohé.
Fëanor vylepšil Rúmilovo písmo a vynalezl umělé diamanty. Oženil se mladý s Neradnel, dcerou velkého kováře Mahtana. Fëanor měl nejbystřejší mysl a nejobratnější ruce ze všech Noldor. Málokdy zahálel a vytvořil mnoho krásného pro elfy i Valar. Jméno Fëanor, které mu dala matka, znamená Duch ohně a bylo příznačné pro jeho moc a prudkost.
Narodila se také Lúthien, nejkrásnější z elfů i lidí všech věků. Byla to dcera krále Elu Thingola a Melian z Maiar.
Finwë si jako druhou ženu bere Indis Sličnou, jež je z Vanyar, blízká příbuzná jejich Velekrále Ingwëho, a měl s ní syny Fingolfina a Finarfina. Fëanor nemiloval příliš Indis ani její syny a stáhl se z Finwëho domu, rostl v umění i vědění, tvořil velké věci a prozkoumával obrovské země Amanu. Měl také s Nardanel sedm synů.
Koncem druhého věku Melkorova zajetí přišli do Beleriandu ve Středozemi první trpaslíci ze svých mocných měst Nogrodu a Belegostu v Modrých horách. Ještě dál na východ bylo už tehdy největší trpasličí sídlo Khazad-dûm, později zvané Moria. Trpaslíci postavili pro Elu Thingola, kterému jeho moudrá žena Maia Melian předpověděla, že mír ve Středozemi nevydrží, mocné kamenné sídlo Menegroth.
Před koncem třetího věku Melkorova zajetí se Beleriandem potulovali první skřeti, a proto si Thingol nechal od trpaslíků ukovat zbraně a zbroje. Největším z trpasličích mistrů byl nogrodský kovář Telchar.
Denethor, syn Lenwëho, který odvedl část Teleri z Velké pouti, ze strachu přivedl po dlouhém odloučení svůj lid ke králi Elu Thingolovi. Králův pěvec Daeron vynalézl své runy a trpaslíci je začali používat.

## Propuštění Melkora
Věky Melkorova zajetí skončily, Melkor byl propuštěn, pokořil se a slíbil pomáhat s nápravou škod, které způsobil. Chodil volně po Valinoru, který nenáviděl pro jeho velikost a krásu. Šířil mezi elfy tajně lži s pomluvami, a elfové ho poslouchali, protože Melkor byl původně největší z Valar, bratr Manwëho v Ilúvatarově mysli. Své lži nenápadně vplétal mezi moudrost, kterou obohacoval vědění elfů. Tak skončilo Poledne Blažené říše.
Fëanor dokončil silmarily, tři klenoty v nichž zářilo světlo Dvou valinorských stromů, největší dílo v síních Ëa. Je v nich uzavřen osud celé Ardy. Čarokrásné a nezničitelné klenoty posvětila Varda, takže se jich nikdo nečistý nemůže dotknout, aniž by trpěl velkou bolestí.
Prudký, pomluvami vyprovokovaný Fëanor vyhrožoval svému bratru Fingolfinovi zbraní, a tak byl odhalen Melkor jako původce lží. Ten se však skryl. Fëanor byl na čas vypovězen z Tirionu, hlavního města Noldor, do Formenosu. Tam za ním přišel Melkor a vybízel ho k útěku od Valar, ale Fëanor prohlédl jeho touhu po silmarilech, proklel ho a Melkor pak musel utéct z Amanu.
Melkor a Ungoliant, nenasytný démon v pavoučí podobě, tajně přišli do Amanu a zničili Dva valinorské stromy. Melkor také zabil Finwëho, Velekrále Noldor, a ukradl silmarily. Fëanor poprvé nazval Melkora Morgothem, prokletým jménem, které mu už zůstalo, stejně jako bolest, kterou mu způsobili posvěcené klenoty, když je kradl. Myšlenka na strach ze smrti, jež mu způsobila podvedená Ungoliant, které slíbil veškerou kořist, ale silmarily si ponechal, už ho též neopustila. Nicméně se Morgothovi povedlo zničit hlavní krásu Valinoru, který pak ponechal v beznadějné temnotě, a utéct se silmarily, které později nosil vsazené v koruně.
Melkor, jako jediný z Valar, ztratil schopnost používat tělo jen jako oděv a byl k němu připoután. Zatímco Valar se odívali do krásných světlých podob připomínajících Prvorozené, jen větší, Melkor zůstal v podobě, kterou kdysi nosil ve své pevnosti Utumnu, velkého Temného pána, černého a strašlivého na pohled.
Po svém návratu do Beleriandu Morgoth kolem sebe shromáždil své služebníky a zaútočil na elfy. Thingol se však v První bitvě Beleriandských válek ubránil a stáhl se pod ochranu Malianina pásu, velkého kouzla, kterým Maia Melian obehnala království Doriath. Denethor byl ale v bitvě zabit a Círdan v přístavech odříznut od Thingola a obléhán.

## Vzpoura Noldor
Ve Valinoru se vzbouřili Noldor. Fëanor se stal podle práva Velekrálem Noldor a se svými syny složil přísahu na získání silmarilů a věčného boje proti všem, co by jim je odpírali. Fëanor vedl většinu svého lidu z Tirionu proti vůli Valar z potemnělého Valinoru. Aby získali lodě, které jim Olwë odmítl dát, bojovali první voje Noldor s Teleri v Alqualondë. Bylo to první zabíjení elfů elfy. Finarfin, nejmladší ze tří synů Finwëho, se potom vrátil do Valinoru, a dostal odpuštění Valar. Od té doby panoval zbylé desetině Noldor v Amanu.
Valar těm, co odešli ve zlém a podíleli se jakkoli na zabíjení rodných, zakázali vrátit se do Amanu. Fëanor zradil Fingolfina a zbytek Noldor, když přeplul jen se svými syny a nejvěrnějšími do Středozemě a v Losgaru spálil ukradené lodě Teleri.
Zbytek vzbouřenců se pod vedením Fingolfina, jeho synů Fingona a Turgona, a dětí Finarfina Finroda a Galadriel, největší z elfích žen a po Fëanorovi největší z Noldor, vydával do Středozemě přes ledovou tříšť, spojující daleko na severu Aman a Středozem. Byl to strašný pochod a zahynuli tam mnozí včetně Turgonovy ženy Elenwë.
Ve Středozemi mezitím skřeti ovládli celý Beleriand kromě Thingolovy země Doriath a obléhaných Círdanových přístavů.
Prvním východem Slunce, probuzením lidí a příchodem Noldor do Středozemě začal První věk a skončily Hvězdné věky.